# 京浜東北線
京浜東北線（けいひんとうほくせん）は、埼玉県さいたま市大宮区の大宮駅から、東京都千代田区の東京駅を経由して神奈川県横浜市西区の横浜駅を結ぶ、東日本旅客鉄道（JR東日本）が運行する運行系統である。駅ナンバリングで使われる路線記号はJK。線路名称上は、東京駅を境に大宮駅 - 東京駅間は東北本線、東京駅 - 横浜駅間は東海道本線に属しているが、両線の列車が走行する線路（列車線）とは別の専用の線路（電車線）を走行する。
運行形態は横浜駅 - 磯子駅 - 大船駅間の根岸線と一体であり、合わせて京浜東北・根岸線（または京浜東北線・根岸線）と呼ばれる場合や、根岸線も含めて「京浜東北線」と記載される場合もある。以降、必要に応じて根岸線区間も含めた大宮駅 - 大船駅間の状況について記す。なお、本稿の運行列車（本系統は電車のみの運転のため、以下「電車」と表記）は、東京駅で上下が変化するため、区間表記順は大宮駅→東京駅→横浜駅→大船駅の順に表記する（方向などについての詳細は後述）。

## 概要
東京の都心を南北に縦貫し、北は埼玉県さいたま市、南は神奈川県横浜市までを結ぶ。ラインカラーはスカイブルー（■）で、車両の車体帯の色や駅施設などにおける案内に使用されている。
1914年（大正3年）12月20日の東京駅開業と同時に「京浜線」として東海道本線東京駅 - 高島町駅（現存せず）間で開始された電車運転が起源であり、その後北は1932年（昭和7年）に東北本線大宮駅、南は根岸線大船駅まで運行区間が延伸されて1973年（昭和48年）に現在の運行形態となった。2014年（平成26年）には運行100周年を迎えた。
かつては他の線区と比べて新車投入のタイミングなどでの優先順位は低かった。1957年（昭和32年）から中央線快速で高性能車の投入と電車のカラー化が始まったが、その後は山手線、中央総武線が優先的に行われ京浜東北線の順番は後位となった。ようやく1965年（昭和40年）から初めてスカイブルーの新車導入が進められたが、途中で1970年（昭和45年）に開催された日本万国博覧会の輸送用に新車が京阪神緩行線へ回されることが決定。このため1970年に入っても老朽化したブドウ色の旧型車両が走り続け、乗客からの苦情が相次いだ。
長い間東京の中心部を南北に縦断し埼玉県域と神奈川県域を結ぶ唯一の鉄道運行系統であったが、2001年の湘南新宿ライン運行開始、東京都心の地下鉄線と郊外の鉄道各線との直通運転実施、2015年に上野東京ラインとして開始された東北本線と東海道本線間の中距離電車の相互直通運転、さらには2019年11月末の埼京線・川越線と相模鉄道の相互直通運転開始、2023年の東急新横浜線の開業等により、京浜東北線の縦貫線としての役割は分散されている。
山手線が並行する田端駅 - 品川駅間は旅客営業規則の定める「東京山手線内」に含まれ、区間外よりも安い運賃体系となっている。

## 名称
「京浜東北線」の名称は、その運行区間である東京と横浜間を結ぶことに拠る『京浜』と、東北本線の電車線であることに拠る『東北』からなる（名称の経緯は「#歴史」節も参照）が、これは旅客案内上の通称であり、正式な線路名称は、東京駅 - 大宮駅間が東北本線、東京駅 - 横浜駅間が東海道本線である。
ただし、東北本線の一部を使用してはいるものの、京浜東北線に乗車しても東北地方どころか北関東にも行くことはできない。大宮駅からさらに北関東・東北方面へ北上したい場合は、東京駅、上野駅、大宮駅などで宇都宮線に乗り換える必要がある。
一般的には運営事業者（JR東日本）はもとより、国土交通省や関係する各鉄道事業者、マスメディアなどが『京浜東北線』の名称を使用しており、この名称が定着している。そのためか、一部の乗換案内では省略されている。

## 北行と南行
一般的に日本の鉄道では当該路線の起点駅から離れていく列車を「下り」、その逆を「上り」としているが、東北本線と東海道本線の起点となる東京駅を挟んで運転する京浜東北線にはこの定義は当てはまらない。従ってJR内部では大宮駅から大船駅方面への電車を「南行」（なんこう）、大船駅から大宮駅方面への電車を「北行」（ほっこう）と呼んで区別している。なお、「南行」および「北行」は、東京駅を貫通しない電車にも同様に区別されている（詳細は後述）。ただし、旅客案内上は原則として「大船方面行」「大宮方面行」などと表現される（他の同様な例はダイヤグラムを参照）。

## 歴史
- 1914年（大正3年）

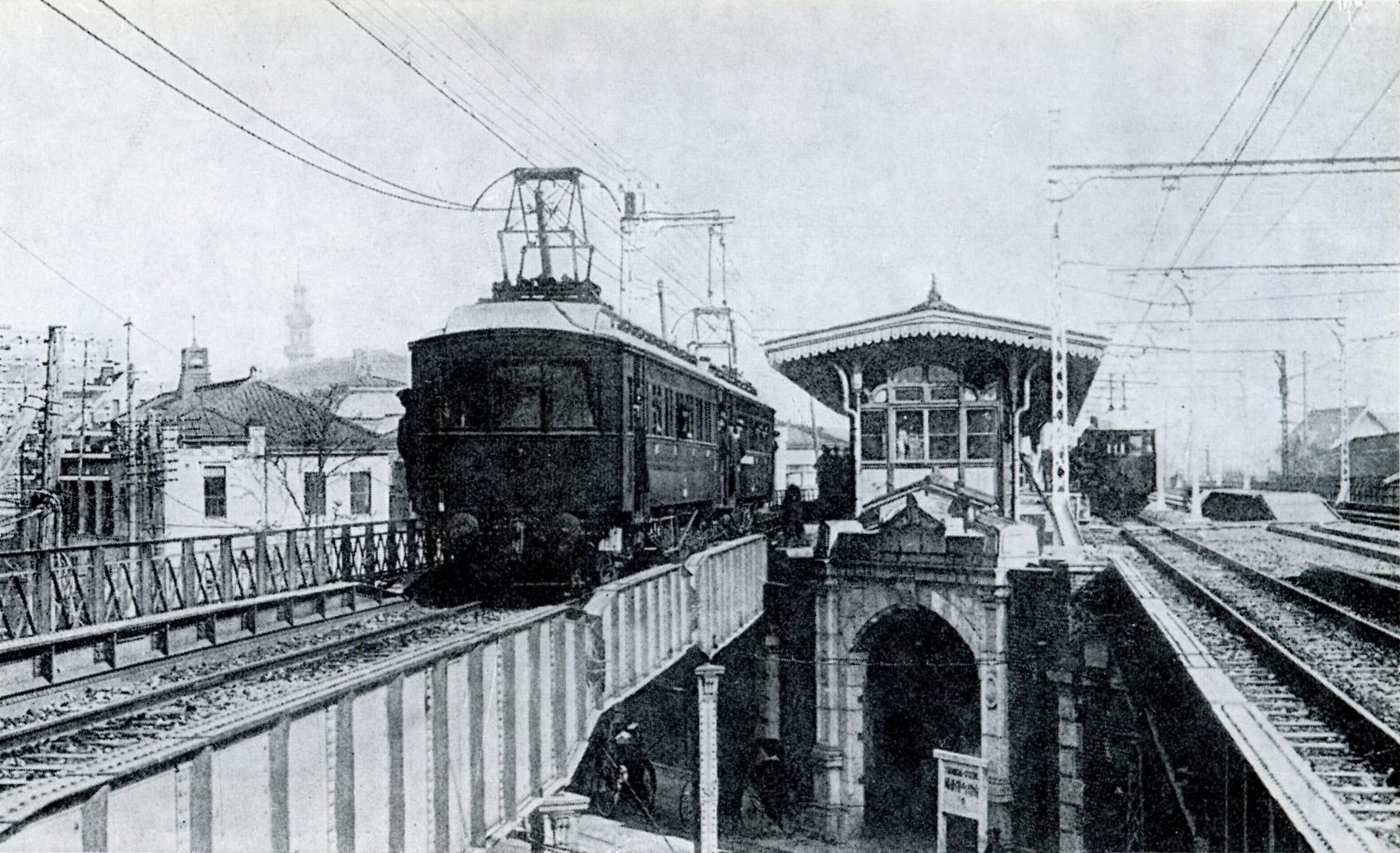
京浜線電車試運転時の有楽町駅 奥が東京駅側（1914年12月）

  - 12月20日：東京駅から高島町駅（後に廃止）まで東海道本線の電車線が京浜線として運行を開始。
    - 当時は鉄道院において最も長い電車による運転区間であったこともあり、1両の半分ではあるが二等客室（現在のグリーン席に相当）を有した車両（二・三等合造車）を連結していた。また、京浜電車とも称されていた。
    - 東京駅の開設とともに京浜線電車の運行が開始されたが、準備不足により開業日早々に来賓を乗せた下り電車が立ち往生するトラブルを引き起こした。仙石貢鉄道院総裁は翌12月21日の新聞各紙に謝罪広告を掲載したほか、その後もトラブルが起こっていたため電車の運行を一旦中断し、半年余り入念な試運転を行って運行を再開させた。

  - 12月26日：運行休止。京浜線専用駅の大井町駅・高島町駅営業休止。
- 1915年（大正4年）
  - 5月10日：運行再開。大井町駅・高島町駅も営業再開。
  - 8月15日：横浜駅の移転（2代目横浜駅、現在の国道1号高島町交差点付近）に伴い、高島町駅を横浜駅に統合し廃止。
  - 12月30日：運行区間を桜木町駅（初代横浜駅）まで延伸。
- 1916年（大正5年）11月上旬：急行電車の運転を開始[6]。
- 1918年（大正7年）4月1日：急行運転を廃止[6]。
- 1925年（大正14年）11月1日：東北本線東京駅 - 秋葉原駅間の電車線が完成。京浜線電車の運行区間を田端駅まで延伸[7]。
- 1926年（大正15年）9月：京浜線の電車1両に自動ドアを試験的に組み込み運用が開始[8]。
- 1928年（昭和3年）
  - 2月1日：東北本線田端駅 - 赤羽駅間の電車線（複線）が完成。京浜線電車の運行区間を赤羽駅まで延伸。
    - 田端駅 - 赤羽駅間は東北本線列車線（複線）に添う形で建設された電車線（複線）を増設することによって運転区間が延伸された。王子駅・赤羽駅周辺の築堤はこの時に建設された（赤羽駅の築堤はその後の連続立体交差化工事により取り壊され、現存しない）。
    - 現在のような京浜東北線の運行形態が始まる以前より、東北本線列車線（田端駅、王子駅経由）の上野駅 - 大宮駅間には、三等車のみで区間運行する列車が複数設定されていた。

  - 10月15日：横浜駅の移転（3代目横浜駅、現在地）に伴い、新駅の前に仮設ホームを設置、旧横浜駅の電車乗降場を横浜駅高島口乗降場として存置[9][10]。
- 1930年（昭和5年）1月26日：旧神奈川駅から旧横浜駅までの線路を現在の経路に付け替え[9]。横浜駅高島口乗降場廃止[11]。
- 1932年（昭和7年）9月1日：東北本線列車線の赤羽駅 - 大宮駅間を直流電化し、これに乗り入れる形で大宮駅まで運行区間を延伸。
  - 大宮駅まで延伸した当初は東北・京浜線とアナウンスされていたようであるが、1956年11月19日から京浜東北線に改められた。ただし、1932年9月時点で「京浜東北線」という名称は登場しているようである。東京以南では1970年前後まで「京浜線」とアナウンスする駅が多かった（現在でも発車標などではスペースの都合上「京浜線」や「京浜」と表示される場合があり、城北地域（東京都北区など）や埼玉県南部では2023年時点でも「京浜」と呼ばれることが多い）。
- 1938年（昭和13年）9月3日：戦時輸送への移行に伴い二等車を廃止。
- 1945年（昭和20年）
  - 4月15日：蒲田電車区が空襲により被災し、焼失。一時的に蒸気列車による運転を実施。
  - 5月29日：横浜大空襲により東神奈川電車区が被災、焼失。
- 1949年（昭和24年）9月15日：婦人子供専用車を設定（進駐軍用車両の後部半室を転用）。
- 1951年（昭和26年）
  - 4月24日：当時終点であった桜木町駅構内にて工事ミスにより差し掛かったモハ63形2両が焼失し、106名が死亡する桜木町事故が発生。
  - 12月：進駐軍用車両の設定を廃止し、二等室に転用。
- 1952年（昭和27年）3月15日：二等車を正式に再設定。
- 1956年（昭和31年）11月19日：田端駅 - 田町駅間の山手線・京浜東北線との分離運転開始。
  - 全区間に方向別複々線を採用。このうち、品川駅 - 東京駅間は戦前の京浜線急行電車計画により既にホームや高架橋の一部などが完成しており（対米戦の開始により未成に終わった）、分離以前は東北線・高崎線・常磐線の一部列車が朝夕ラッシュ時に上野駅から新橋駅まで、常磐線の国電（現行の常磐線快速電車、当時は各駅停車で運転）が上野駅から有楽町駅まで、それぞれこの複々線のうち工事完了区間を利用して乗り入れていた。
- 1957年（昭和32年）6月30日：二等車を廃止。
- 1964年（昭和39年）5月19日：根岸線桜木町駅 - 磯子駅間が開業し[12]、同線と直通運転を開始。横浜駅 - 桜木町駅間が東海道本線から根岸線に編入される。
- 1965年（昭和40年）10月：103系を投入[13]。
- 1968年（昭和43年）10月1日：東北本線大宮駅 - 赤羽駅間3複線化完成により、同区間が東北本線列車と分離。同時に埼玉県内を完全立体化して、大宮駅 - 川口駅間の全踏切を撤去[注 5]。いわゆる「通勤五方面作戦」の一環で、貨物列車・長距離列車・近距離電車との分離を実施。
- 1970年（昭和45年）
  - 3月17日：根岸線磯子駅 - 洋光台駅間 (4.6km) 延伸開業[12]。新杉田駅・洋光台駅が開業。
  - 11月：101系が中央線快速などから転入開始。
- 1971年（昭和46年）4月19日：72系などの旧形電車の運行終了。
- 1973年（昭和48年）4月9日：根岸線洋光台駅 - 大船駅間 (8.0km) が延伸開業し根岸線全通[14]。港南台駅・本郷台駅が開業。
- 1974年（昭和49年）5月：山手線に引き続きATC対応103系冷房車を投入。101系は1978年3月までに撤退し南武線や片町線などに転用、103系初期型の制御車（クハ・クモハ）は1980年9月までに横浜線・青梅線・中央西線名古屋地区・阪和線等の新性能化などに転用された。
- 1981年（昭和56年）12月6日：大宮駅 - 蒲田駅間で自動列車制御装置 (ATC) 使用開始[注 6]。
- 1984年（昭和59年）1月29日：蒲田駅 - 大船駅間でATC使用開始。
- 1988年（昭和63年）3月13日：ダイヤ改正を実施し、都心部（田端駅 - 田町駅間）で日中の快速運転を開始[新聞 1]。快速運転開始当時の田端駅 - 田町駅間の途中停車駅は、上野、秋葉原、東京であった。
- 1989年（平成元年）10月27日：205系を導入。
- 1992年（平成4年）5月7日：901系（後に209系へ称号変更）の運用開始。
- 1993年（平成5年）2月15日：209系0番台車（量産車）の運用開始。
- 1994年（平成6年）12月3日：土曜ダイヤを廃止し、土曜・休日ダイヤへ移行[15]。
- 1995年（平成7年）
  - 5月24日：209系に6扉車を連結開始[新聞 2]。
  - 10月29日：北陸新幹線（長野新幹線）開業に合わせて東京駅の当線北行（大宮方面）の3番線ホームが旧中央線1番線ホームに移行。
  - 12月24日：北陸新幹線（長野新幹線）開業に合わせて東京駅の当線南行（大船方面）の6番線ホームが旧山手線4番線ホームに移行。
- 1996年（平成8年）2月1日：埼京線恵比寿駅延伸開業用車両捻出のため205系の運行終了[16]。
- 1998年（平成10年）
  - 3月13日：103系の運行終了。本来であれば前日の12日で終了の予定だったが12日のダイヤ乱れの影響で13日も運転された[17]。
  - 7月4日[18][19]：東京圏輸送管理システム (ATOS) 使用開始。
- 2001年（平成13年）1月5日：209系500番台車の運行開始。
- 2002年（平成14年）7月14日：ダイヤ改正を実施し、快速電車の浜松町駅停車開始[20][21]。
- 2003年（平成15年）
  - 10月6日 : 大井町駅 - 大森駅間で蒲田発大宮行きの始発電車がレール脇建築限界内に片付け失念で放置されていた保線工事用パワーショベルのバケット部分（同日未明に線路工事で使用していた）に衝突する事故が発生[新聞 3]。排障器が破損して運行できなくなったため、東十条 - 蒲田間で約4時間運行見合わせになる[新聞 3]。
  - 12月21日：南浦和駅 - 鶴見駅間でデジタルATC (D-ATC) 使用開始[22][23]。
- 2007年（平成19年）12月22日：E233系の運用開始[新聞 4]。
- 2009年（平成21年）8月14日：デジタルATC (D-ATC) を大宮駅 - 南浦和駅間および鶴見駅 - 大船駅間に拡大導入。これにより、全区間デジタルATC方式となった。
- 2010年（平成22年）
  - 1月24日：209系0番台および500番台の運行終了。翌25日からE233系1000番台に統一。
  - 4月19日：平日朝の7時30分から9時30分までに東京駅に到着する南行、品川駅に到着する北行の電車に女性専用車両を設定。
  - 12月4日：ダイヤ改正を実施し、平日日中の運転本数を南浦和駅 - 蒲田駅間で毎時12本から11本に減便。
- 2014年（平成26年）2月23日：川崎駅構内で回送電車が脱線・横転する事故（JR京浜東北線脱線横転事故）が発生。同日の初電から終電まで京浜東北線は蒲田駅 - 鶴見駅間で運転を見合わせた。
- 2015年（平成27年）3月14日：ダイヤ改正を実施し、快速電車の神田駅および御徒町駅停車開始（御徒町駅は土曜・休日ダイヤのみ停車）。
- 2016年（平成28年）8月：駅ナンバリング導入開始。
- 2017年（平成29年）12月16日：午前10時55分頃、川崎駅 - 鶴見駅間で当線の架線が切れ、7時間近く運転出来なくなったほか、東海道線、横須賀線が一部区間で運転を見合わせる。3路線で92本が運休、214本が遅れ、およそ22万人に影響。架線切断の原因は、16日未明に現場付近で架線工事をした際に、本来接触してはならない金具と架線が極めて近い位置に調整されたため、それが列車の走行による振動で接触して電気的にショートした可能性があると発表[新聞 5][新聞 6]。
- 2018年（平成30年）6月16日：高輪ゲートウェイ駅設置工事のため、当線南行（大船方面）の田町駅 - 品川駅間の線路切換および、品川駅の当線南行（大船方面）ホームの5番線への切換工事を終電後から17日10:40頃まで実施[24][25]。
- 2019年（令和元年）11月16日：高輪ゲートウェイ駅設置工事のため、当線北行（大宮方面）と山手線の田町駅 - 品川駅間の線路切換および、品川駅の当線北行（大宮方面）ホームの4番線への切換工事を17日始発まで実施。当線は田町駅 - 品川駅間で終日運休する[26][27]。
- 2020年（令和2年）3月14日：高輪ゲートウェイ駅開業[新聞 7]。快速電車を含む全列車が停車。ダイヤ改正を実施し、平日日中の運転本数を南浦和駅 - 蒲田駅間で毎時12本に増便。日中の運転本数を蒲田駅 - 磯子駅間で毎時10本から9本に減便。
- 2024年（令和6年）11月17日：大井町駅での線路切り替え工事のため、品川駅 - 蒲田駅間で始発から16時半頃まで運休[28]。
- 2025年（令和7年）
  - 4月19日 - 20日：羽田空港アクセス線の整備における田町駅線路切換工事に伴い、山手線および京浜東北線の一部区間が運休。
    - 4月19日は、山手線・上野駅 - 東京駅 - 大崎駅間（外回り）および京浜東北線・品川駅 - 東十条駅間（南北行）が終日運休[報道 2]。
    - 4月20日は、山手線・上野駅 - 東京駅 - 大崎駅間（内回り・外回り）および京浜東北線・品川駅 - 東十条駅間（南北行）が初電 - 12時ごろまで運休[報道 2]。

### 今後の計画
- 全ての駅にホームドアを設置する予定で、2019年度末までにさいたま新都心駅、北浦和駅、浦和駅、南浦和駅、蕨駅（スマートホームドアを採用）、西川口駅、川口駅、赤羽駅、王子駅、西日暮里駅、上野駅、御徒町駅、秋葉原駅、神田駅、有楽町駅、新橋駅、高輪ゲートウェイ駅、品川駅（横浜方面）、大井町駅、大森駅、蒲田駅、鶴見駅、東神奈川駅、横浜駅の24駅は整備が完了し、2020年度は、与野駅、東十条駅、上中里駅、東京駅、品川駅（大宮方面）、川崎駅、新子安駅の7駅、2021年度以降に大宮駅、田端駅、日暮里駅、鶯谷駅、浜松町駅、田町駅の6駅について整備を行う予定である[報道 3]。

- ホームドアの設置と合わせて、2024年度をめどに自動列車運転装置 (ATO) や車両側面にカメラを設置して運転席から旅客乗降を確認できるシステムを搭載した新型車両を投入し、ワンマン運転を開始することが検討されていたが[29]、その後の計画変更により既存のE233系1000番台にもワンマン化とATO改造を施す事に変更し、新型車の導入は中止になった可能性がある[30]。

- 2026年（令和8年）7月1日の支社制から事業本部制への再編に伴い、大宮支社管内のうち大宮駅構内を大宮事業本部、さいたま新都心駅 - 川口駅間を浦和事業本部、首都圏本部管内のうち赤羽駅 - 上中里駅間を池袋事業本部、田端駅 - 御徒町駅間を上野事業本部、秋葉原駅 - 新橋駅間を東京事業本部、浜松町駅 - 蒲田駅間を品川事業本部、横浜支社管内のうち川崎駅 - 鶴見駅間を川崎事業本部、新子安駅 - 横浜駅間を横浜事業本部の管轄とする予定[報道 4]。

## 運行形態
本節では、2021年（令和3年）3月13日以降の運行形態を説明する。
大宮駅 - 横浜駅間では、京浜東北線は東北本線・東海道本線の電車線として全区間で独立して走行できる専用の複線が確保されている。田端駅 - 品川駅間では、東京都心を環状運転する山手線と並行するが、このうち品川駅と高輪ゲートウェイ駅以外では、同線と同一ホームでの乗り換えが可能な方向別配線となっており、旅客の利便性が図られている。また全区間で、主要駅のみに停車する中距離電車の系統である宇都宮線・高崎線・東海道線（上野東京ライン、東北本線・東海道本線の列車線）に対する各駅停車としての役割を担っているが、これらの路線との接続は図られていない。

### 運転系統・区間・頻度

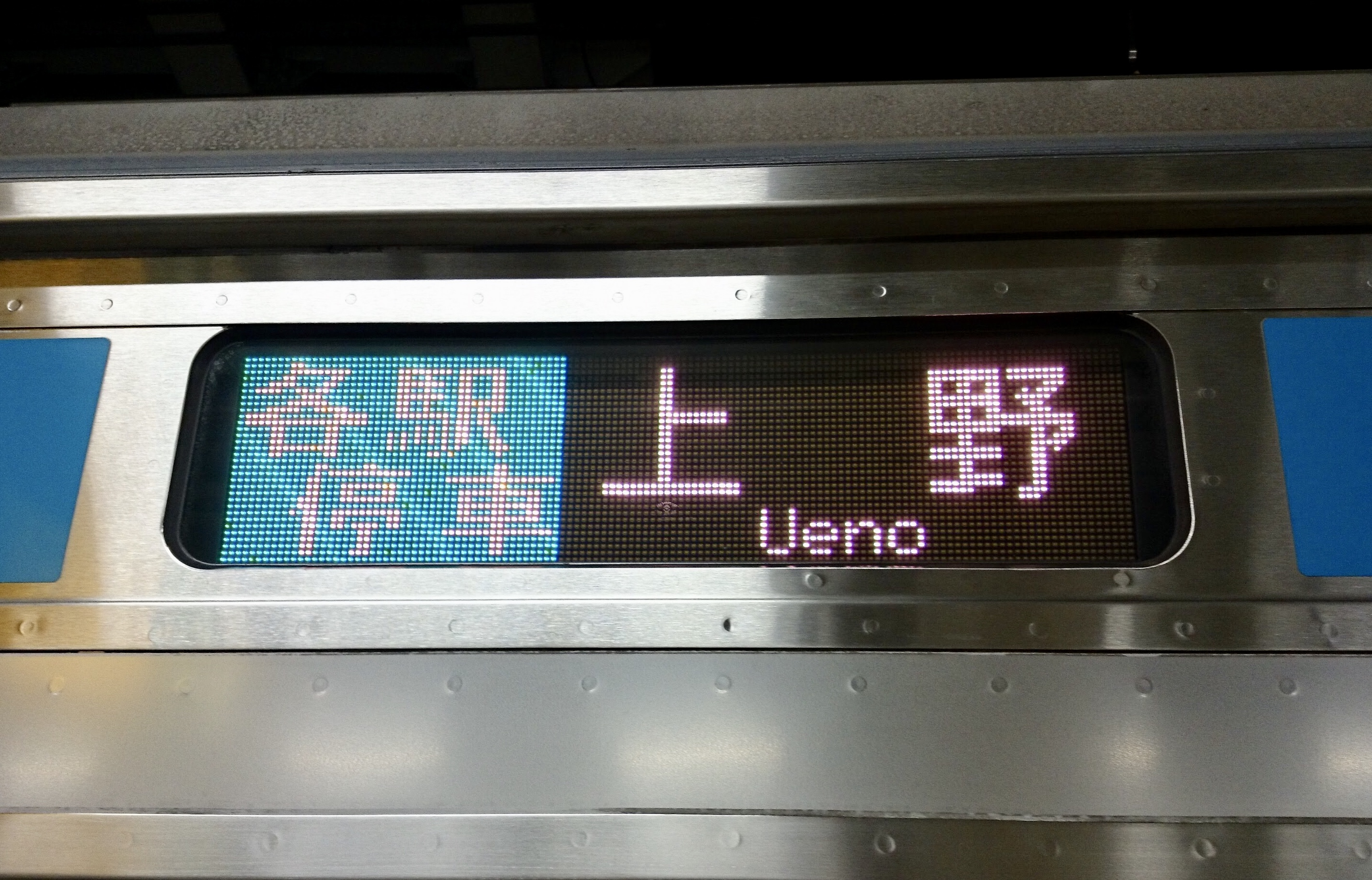
E233系1000番台の側面LED表示器。各駅停車上野行は東京駅を貫通する北行電車の終電。

首都圏のJR線では、最も運転本数や保有車両の編成数が多い路線で、運転系統は東京駅を貫通する系統（以下：貫通系統）と貫通しない系統（以下：非貫通系統）がある。貫通系統はほぼ全時間帯に運行されるが、非貫通系統は早朝・深夜のみである。電車は、大宮駅・南浦和駅・赤羽駅・東十条駅・田端駅（始発のみ）・上野駅・蒲田駅・鶴見駅・東神奈川駅・桜木町駅・磯子駅・大船駅を始発・終点とする形で運行される。これらの運行電車は、車両基地の存在や折り返し設備の関係で、浦和駅・川崎駅・横浜駅などの主要駅より1駅手前までの運行となる電車が多く運行されていることが特徴である。
また、早朝の運行開始時間が早く、深夜の運行終了時間が遅いのも特徴で、早朝始発電車の発車時刻が南行だと時間順に田端発4:25、大宮発4:28、南浦和発4:30、東十条発4:32、蒲田発4:33、東神奈川発4:34、北行だと時間順に桜木町発4:18、磯子発4:20、蒲田発4:22、大船発4:43、深夜最終電車の到着時刻が南行だと時間順に赤羽行き着0:39、桜木町行き着0:41、磯子行き着0:51、蒲田行き着0:55、大船行き着0:56、北行だと時間順に磯子行き着0:24、上野行き・大宮行き着0:51、南浦和行き着0:59である。ただし、終電は2021年1月20日に新型コロナウイルス感染症の拡大に伴う緊急事態宣言の発出および国・関係自治体からの要請により、南行が赤羽駅 - 蒲田駅間を除き最大32分、北行が赤羽駅 - 南浦和駅間を除き最大26分繰り上げられ、2021年（令和3年）3月13日のダイヤ改正以降もその時刻を踏襲している。
貫通系統は大宮駅 - 大船駅間の全区間で運行される。全区間直通電車が主体だが、北側からは大宮駅・南浦和駅・赤羽駅・東十条駅発着、南側からは蒲田駅・鶴見駅・東神奈川駅・桜木町駅・磯子駅・大船発着電車の設定がある。早朝に南行東十条・田端発大船行き、深夜に北行大船発上野行きが設定されている。朝ラッシュ時は約2 - 3分間隔、日中時間帯は5分間隔（1時間に12本）、夕ラッシュ時は約3 - 4分間隔で運行されている。ただし、大宮駅 - 南浦和駅間および蒲田駅 - 横浜駅 - 磯子駅 - 大船駅間では運行間隔が広がっている時間がある。日中時間帯は全列車が快速（後述）として運行されている。
非貫通系統は、大宮駅 - 上野駅間、蒲田駅 - 大船駅間で運行され、南行は早朝に蒲田・東神奈川発（平日のみ）桜木町・磯子行き（蒲田発のみ）・大船行き（東神奈川発が大船行き初電）、深夜に大宮発赤羽行き、北行は早朝に上野・南浦和発大宮行き（上野発は大宮行き初電）、深夜に大船発蒲田・磯子行き（磯子行きが大船発終電）が運行されている。
早朝・深夜以外（日中時間帯が中心）は東神奈川駅 - 桜木町駅 - 磯子駅 - 大船駅間で横浜線の電車（8両編成、列車番号末尾K）と線路を共用するが、運転系統と使用車両は相互に独立している。
| 京浜東北線 | 快速     | 6本     | 6本     | 6本     | 6本     | 6本     | 6本     | 6本     | 6本     | 6本 | 6本 | 6本 | 6本 | 6本 | 6本 | 6本 | 6本 | 6本 | 6本 |  |  |  |
| 京浜東北線 | 快速     |         | 3本     |         |         |         |         |         |         |     |     |     |     |     |     |     |     |     |     |  |  |  |
| 京浜東北線 | 快速     | 3本     |         |         |         |         |         |         |         |     |     |     |     |     |     |     |     |     |     |  |  |  |
| 横浜線     | 快速     | 八王子← | 八王子← | 八王子← | 八王子← | 八王子← | 八王子← | 八王子← | 八王子← | 3本 | 3本 | 3本 | 3本 |     |     |     |     |     |     |  |  |  |
| 横浜線     | 各駅停車 | 八王子← | 八王子← | 八王子← | 八王子← | 八王子← | 八王子← | 八王子← | 八王子← | 3本 | 3本 | 3本 | 3本 |     |     |     |     |     |     |  |  |  |

### 快速運転

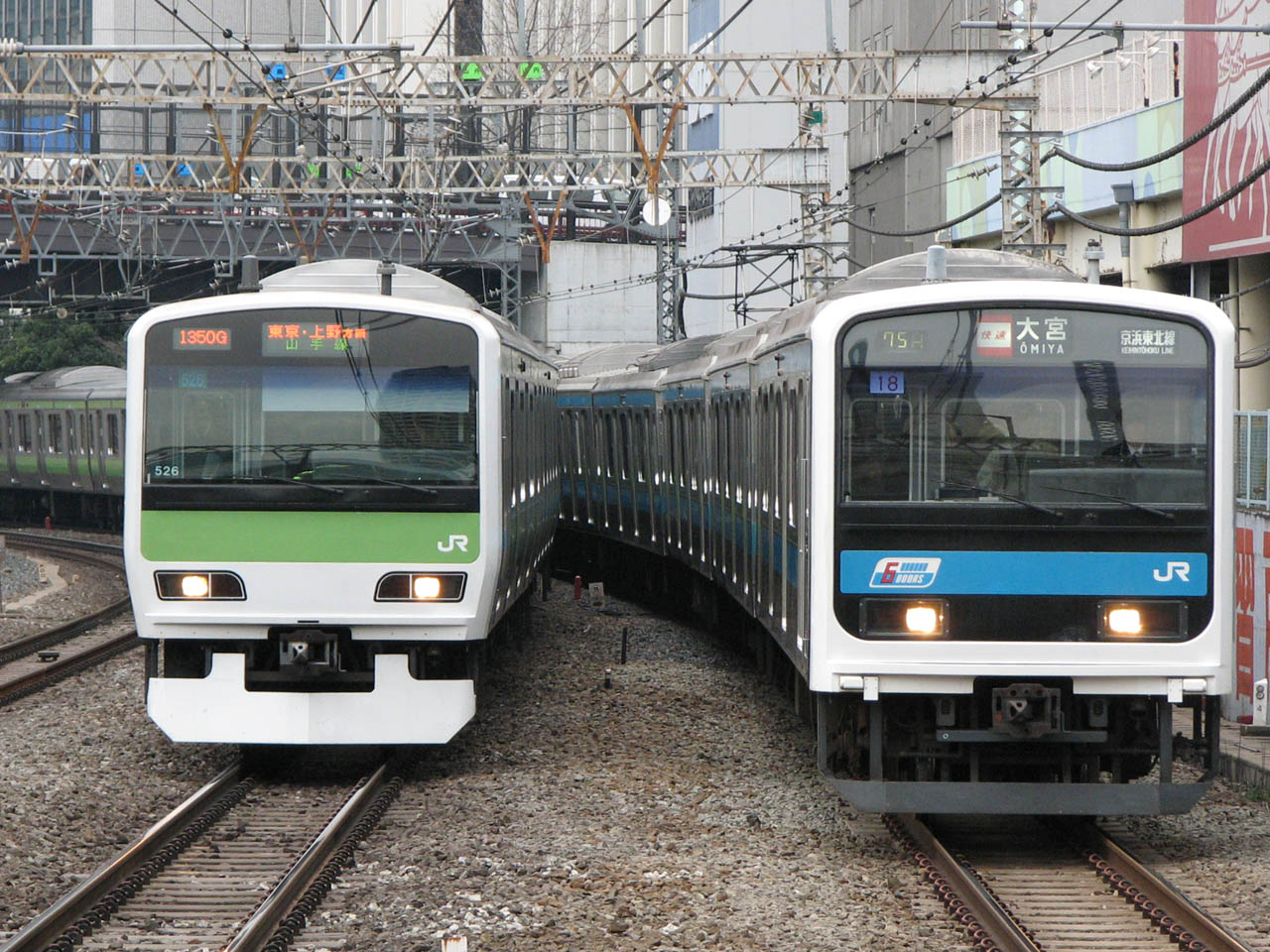
田端駅 - 東京駅 - 田町駅間では山手線と方向別運転になり、日中は快速運転が実施される（田町駅）

日本国有鉄道（国鉄）からJR東日本に移行後の1988年3月13日一本列島ダイヤ改正より山手線と並行する田端駅 - 田町駅間で日中（10時30分 - 15時30分ごろ）に快速運転を開始した。この「快速」は各駅に停車する山手線電車に対する快速であり、当該時間帯は京浜東北線の全電車が快速となる。全駅とも追い抜き設備がないため京浜東北線電車同士の追い抜きは行われない。
運転開始当初の田端駅 - 田町駅間での途中停車駅は上野駅・秋葉原駅・東京駅であった。その後、2002年3月のJR東日本による東京モノレールの買収により、同年7月14日から東京モノレール羽田空港線との乗り換え駅である浜松町駅にも停車するようになった。品川駅は京浜東北線と山手線が別ホームとなっており相互乗り換えに階段などを使用する必要があるため、隣の田町駅が快速運転開始当初から停車駅となっている。2015年3月14日のダイヤ改正にて、新たに神田駅を停車駅に追加し、中央線快速との乗り換えの向上を図り、この日の上野東京ラインの開業に合わせて、土曜・休日ダイヤ（年末年始含む）では御徒町駅にも停車するようになった。
快速運転の実施により、田端駅 - 品川駅間の所要時間が約7分短縮された。
年末年始（例年12月26日 - 翌年1月4日）は特別ダイヤを設定して快速運転を中止し、終日各駅に停車する体制を取っていた。しかし、2015年3月のダイヤ改正で前述の御徒町駅の土曜・休日ダイヤにおける快速停車化に伴い、2015年12月30日から2016年1月3日にかけても引き続き快速運転を行っている（2016年度以降も同様）。なお、快速運転時間帯に山手線で人身事故などによる運転見合わせやダイヤの乱れが起きた場合などは快速運転を中止して各駅に停車することがある。
田端駅 - 浜松町駅間以外では終点まで各駅に停車するため、電車の行先表示機は始発駅から快速運行区間終了まで「快速」の表示で運行されるが、快速運行区間を過ぎると「各駅停車」表示へ変更される。
| 京浜東北線快速停車駅の変遷 |      |   |      |          |        |      |      |        |        |      |      |        |      |        |      |   |      |
| ●：停車、▲：土曜・休日ダイヤのみ停車、―：通過、…：この間は各駅に停車 |      |   |      |          |        |      |      |        |        |      |      |        |      |        |      |   |      |
| \| \| 大宮 \| … \| 田端 \| 西日暮里 \| 日暮里 \| 鶯谷 \| 上野 \| 御徒町 \| 秋葉原 \| 神田 \| 東京 \| 有楽町 \| 新橋 \| 浜松町 \| 田町 \| … \| 大船 \| \| 1988年3月13日 - 2002年7月13日 \| ● \| … \| ● \| ― \| ― \| ― \| ● \| ― \| ● \| ― \| ● \| ― \| ― \| ― \| ● \| … \| ● \| \| 2002年7月14日 - 2015年3月13日 \| ● \| … \| ● \| ― \| ― \| ― \| ● \| ― \| ● \| ― \| ● \| ― \| ― \| ● \| ● \| … \| ● \| \| 2015年3月14日 - \| ● \| … \| ● \| ― \| ― \| ― \| ● \| ▲ \| ● \| ● \| ● \| ― \| ― \| ● \| ● \| … \| ● \| |      |   |      |          |        |      |      |        |        |      |      |        |      |        |      |   |      |
| | 大宮 | … | 田端 | 西日暮里 | 日暮里 | 鶯谷 | 上野 | 御徒町 | 秋葉原 | 神田 | 東京 | 有楽町 | 新橋 | 浜松町 | 田町 | … | 大船 |
| 1988年3月13日 - 2002年7月13日 | ●    | … | ●    | ―        | ―      | ―    | ●    | ―      | ●      | ―    | ●    | ―      | ―    | ―      | ●    | … | ●    |
| 2002年7月14日 - 2015年3月13日 | ●    | … | ●    | ―        | ―      | ―    | ●    | ―      | ●      | ―    | ●    | ―      | ―    | ●      | ●    | … | ●    |
| 2015年3月14日 - | ●    | … | ●    | ―        | ―      | ―    | ●    | ▲      | ●      | ●    | ●    | ―      | ―    | ●      | ●    | … | ●    |

### 保安システム
E233系1000番台（10両編成）を使用し、保安装置は全線ATC方式となっている。2003年12月21日より南浦和駅 - 鶴見駅間でデジタル式ATC (D-ATC) が導入され、日本国内の在来線鉄道では初の事例となった。この結果、翌2004年3月13日のダイヤ改正で朝のラッシュ時に上下各2本の増発が実施されている。なお、2009年8月14日にはD-ATCが全線に拡大された。

### 列車番号
列車番号は、3-4桁の数字とその末尾にA-Cのアルファベットが付き、最初の3-4桁の数字の上2桁（時間帯により1桁）は始発駅の発車時間帯（24時制）を表し、下2桁は運用番号となる方式を採用している。運用番号は01から始まり、南行電車では、下1桁に奇数を用いた運用番号となるが、北行電車では、当該運用番号から1を減じた偶数を用いた列車番号となっている（東海道本線と列車の方向と列車番号の奇偶数を合わせるため）。
末尾のアルファベットは、国鉄時代には使用車両が所属する電車区によって区別されており、Aが蒲田電車区（蒲田運輸区を経て現・大田運輸区）、Bが下十条電車区、Cが浦和電車区となっていた。当線の所属車両が浦和電車区に一本化された後暫くして、運用当日の出庫場所によって区別する現在の形に変更された。Aはさいたま車両センター（旧浦和電車区、南浦和駅始発）・元下十条運転区にある留置線から出庫の運用（田端・東十条・赤羽駅始発と南浦和駅始発の一部）、Bは大船・磯子・桜木町・上野・大宮を始発駅とする運用と鎌倉車両センター配下の磯子派出所（磯子駅電留線）・東神奈川派出所（国鉄時代は東神奈川電車区）および本郷台駅隣接の留置線から出庫の運用、Cは大田運輸区の留置線から出庫の運用となっている。

### 保線工事実施時
1988年の快速運転開始以前は、保線工事の間合いを確保するため、平日の日中時間帯に田端駅 - 田町駅間で複々線の片方を使用停止し、どちらか一方の線路に京浜東北線と山手線の電車が交互に運転され、運転線路も1か月ごとに交代していた。この区間の各駅ではホーム上の路線案内看板の「番線」表示が矢印付きの切り替え式（例えば「[5]←｜[5]←」「[5]←｜→[6]」「→[6]｜→[6]」のように島式ホームのどちら側にも表示できる）となっていて、時間帯や月によって案内を変更していた。
現在でも年に数日程度「リフレッシュ工事」と称してこの区間で山手線と京浜東北線の保守点検作業を日中に実施して2線が同一線路で運転を行うことがある。この場合京浜東北線は全列車が各駅停車で運行され、田端駅 - 東京駅 - 田町駅間で山手線と交互に同一の線路上を走行する。実施日は晴天率が高い9月末 - 10月の平日となることが多い。それに対応して、この区間では山手線11両編成化の後に京浜東北線のホームも11両編成が停車可能なように改築されたほか、前述区間の発車標には種別表示に「山手線」か「京浜東北線」を表示して対応している。また山手線のホームドアも京浜東北線のE233系10両編成が停車しても支障がないように設置されている。

## 使用車両

### 現在の使用車両
京浜東北線は、車体にスカイブルー（■）の帯を巻いた電車で運転されている。所属車両基地はさいたま車両センター（2015年3月13日までは浦和電車区）である。
E233系1000番台
当線の209系を置き換えるためにE233系1000番台が製造・投入された。870億円を投じて830両の209系0番台・500番台全車を2010年1月までに置き換えた。2007年8月30日に導入第1号編成となるウラ101編成が東急車輛製造（現在の総合車両製作所横浜事業所）を出場し、同年12月中旬まで各種試運転が実施された。209系0番台とは異なり、6扉車は組み込まれていない。そして同年12月22日、ウラ102編成が南浦和8時17分発各駅停車大船行き（23A運用）で営業運転を開始した。
2020年時点での計画では2024年度のワンマン運転開始に合わせて、新型車両の導入が検討されていた。その後、既存のE233系1000番台にワンマン化改造を施すことになり、新型車の導入は中止された可能性がある。

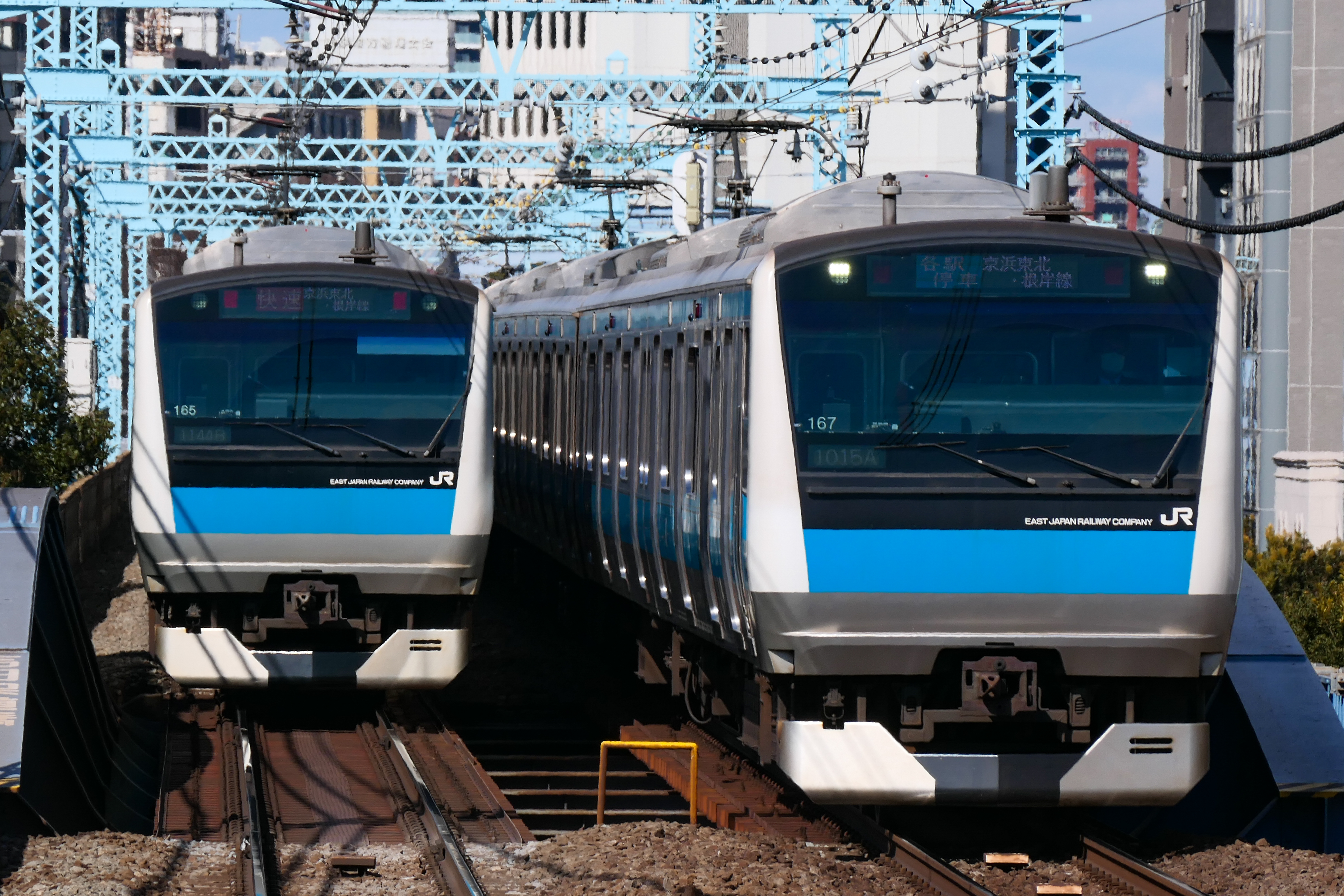
E233系1000番台
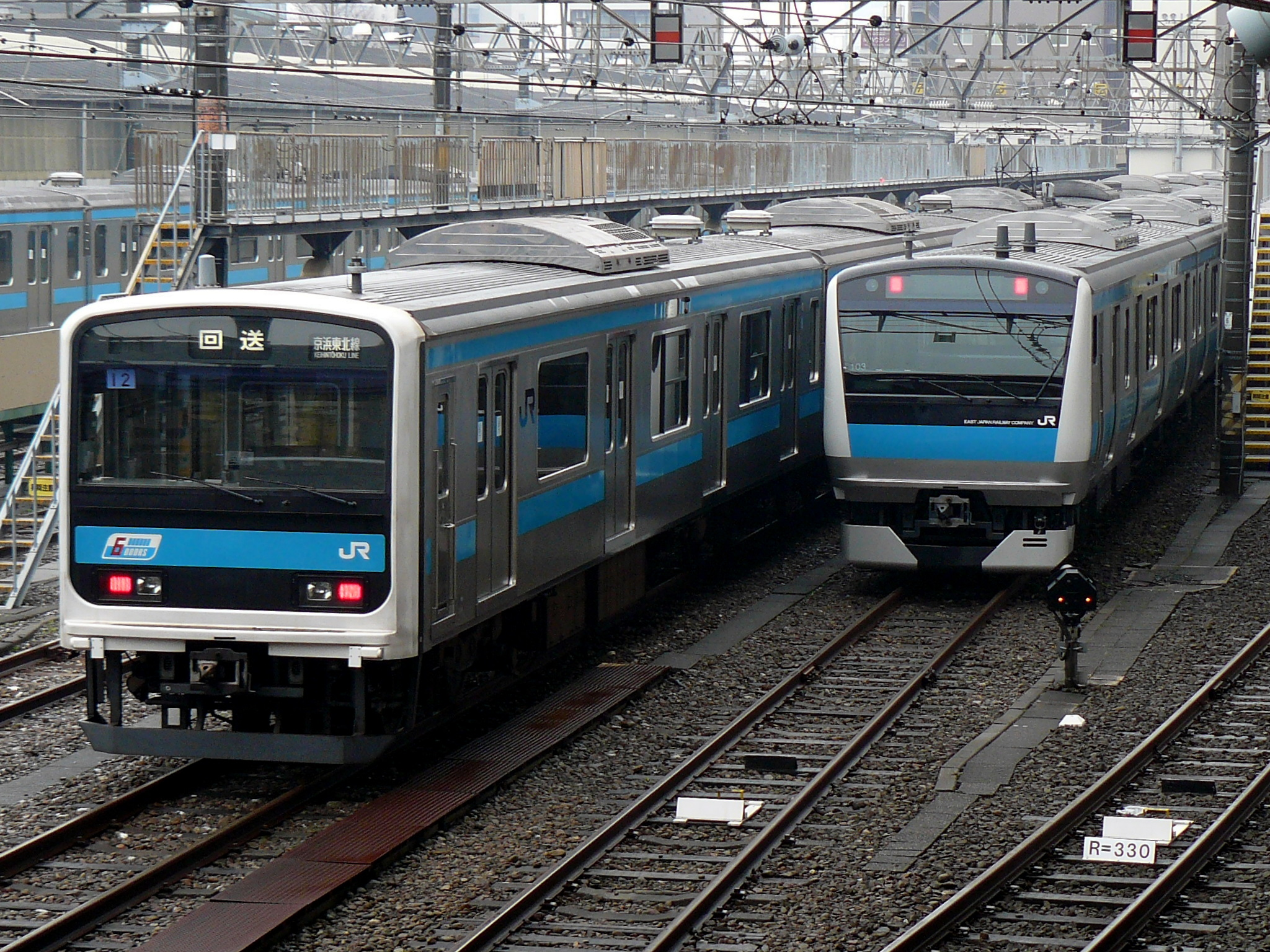
E233系導入過渡期の光景：京浜東北線用209系0番台（左）とE233系1000番台（下十条運転区）

#### 編成
京浜東北線の電車は2010年1月25日以降、すべて片側4扉車両10両編成となっている。
2010年4月19日より、平日朝通勤時間帯の大宮駅→東京駅の全電車（東京駅到着7:30 - 9:30）、大船駅→品川駅の全電車（品川駅到着7:30 - 9:30）の3号車を女性専用車両に設定している。

### 過去の使用車両
- デハ6340系
- デハ33500系
- デハ63100系
- 30系
- 31系
- 40系
- 50系
- 63系・72系
- 101系
  - 京浜東北・根岸線では103系への置き換えが進んだ1970年[33] から1978年[34] までの短期間運用されていた。ただし、最大でも5本と少数勢力であった。
- 103系
  - 京浜東北・根岸線では1965年[13]から1998年まで運用され、ATC対応や冷房付の同系列新造車両に入れ替えながら209系の量産投入まで長く主力として運用された。
- 205系
  - 京浜東北・根岸線では1989年から1996年まで運用されていた。ただし、209系の量産投入までのつなぎ的な位置付けで、最大でも6本と少数勢力であった。
- 209系
1992年に試作車901系として運用開始。量産車209系0番台は1993年に運用開始され、103系・205系を置き換えて1998年に本系列への統一が達成された。901系は209系900・910・920番台となった。2001年には幅広車体の500番台が投入された。
0番台は全編成の6号車に6扉車を組み込んでいた。900・910・920・500番台は6扉車を組み込んでいない。
900・910・920番台は前記E233系1000番台の導入に先駆け、2007年3月までの中央・総武緩行線からの500番台の転入により同年8月までに運用を離脱、大宮総合車両センター車両検査科東大宮センターへ疎開回送されるなどした後、2008年1月までに長野総合車両センターに廃車回送された。
前記E233系1000番台の導入に伴い0番台は廃車や房総地区に転用されたほか、一部が多目的試験車「mue-train」に改造され、また南武線にも転用された。500番台は4編成が京葉車両センターに、1編成が三鷹車両センターに転出した。
2007年11月より0番台に離脱疎開車が発生、同年12月より順次廃車もしくは転属回送されている。
2010年1月24日の1620A（21A運用）についたウラ52編成もって京浜東北・根岸線で運転されていた全ての0番台が運用を離脱し、翌日からE233系1000番台に統一された。

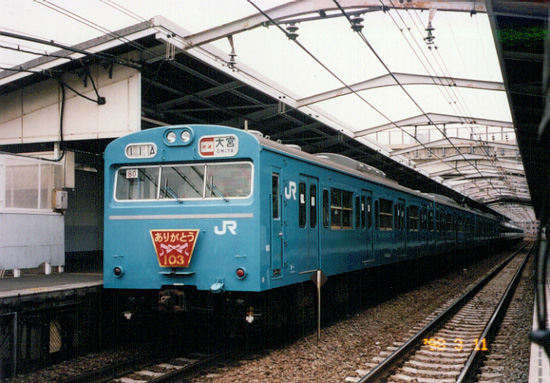
103系による運転最終日のウラ80編成
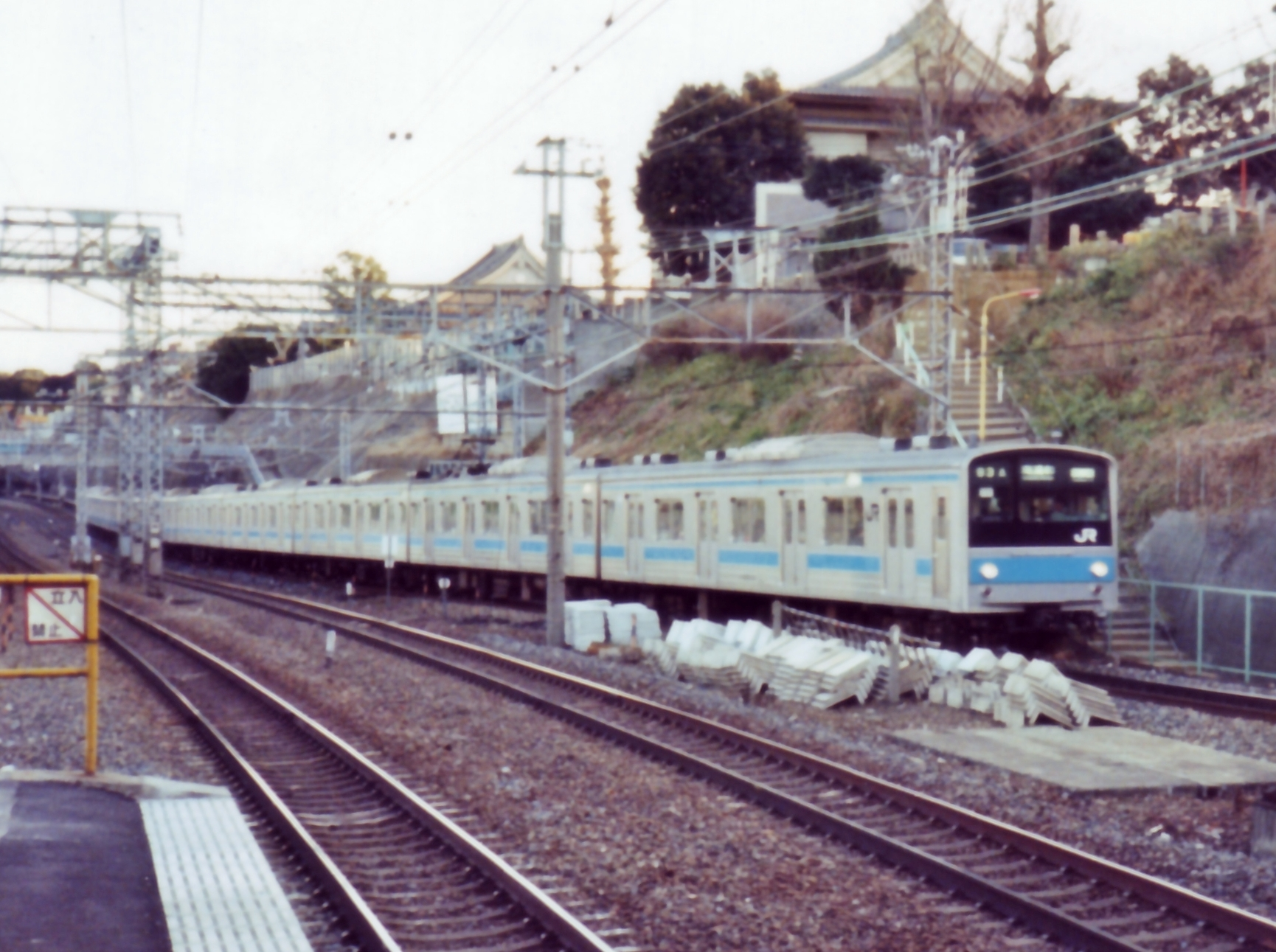
205系（西日暮里駅）
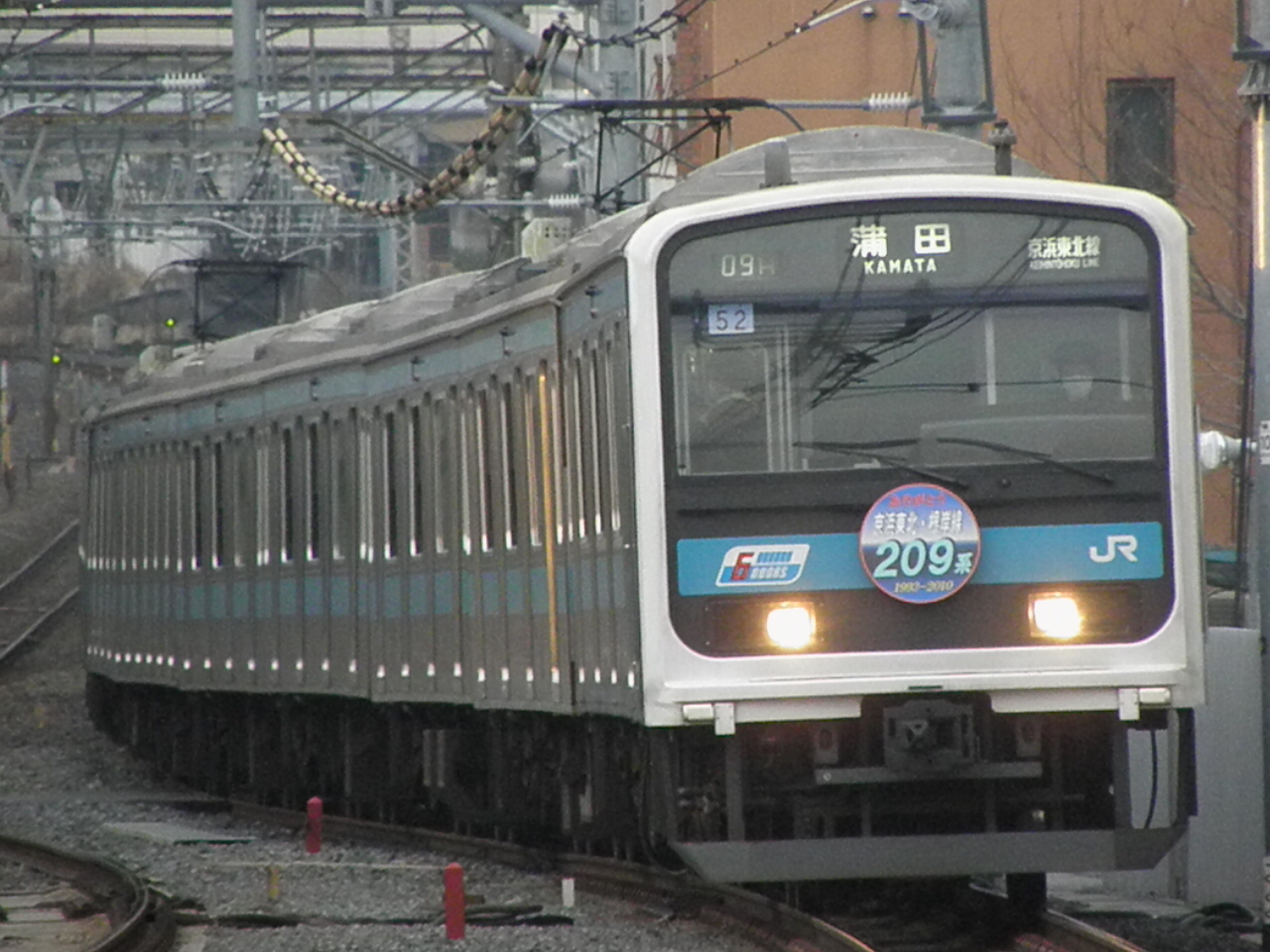
京浜東北線において最後の209系となったウラ52編成（浦和駅）
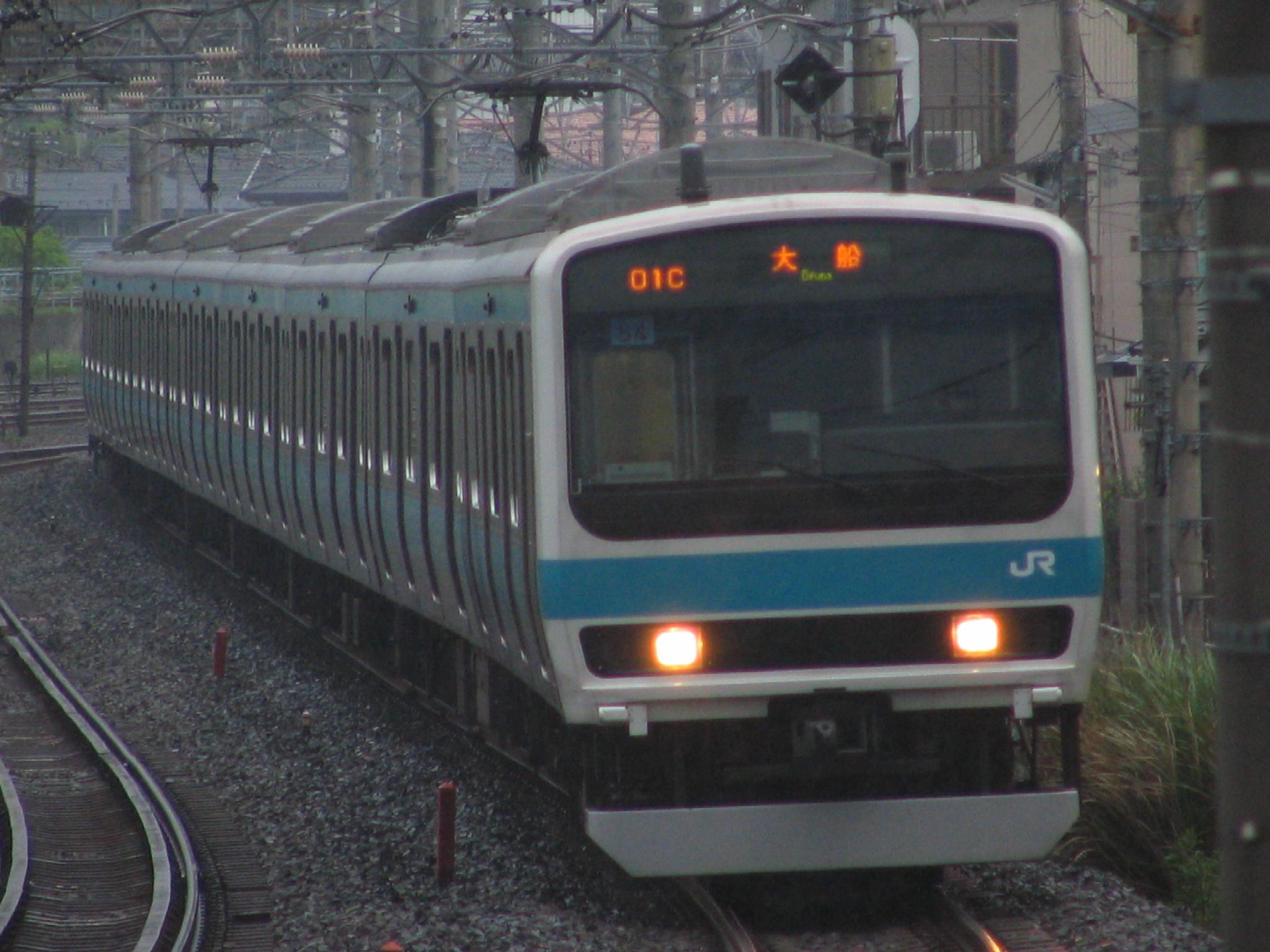
209系500番台（2007年5月10日 本郷台駅 - 大船駅間）

## 諸問題

### 遅延多発問題
京浜東北線はダイヤの乱れが多く、そのうち人身事故の発生件数で見ると2004年 - 2008年は中央線快速を上回っている（2006年は京浜東北線27件・中央線快速15件、2007年は京浜東北線38件・中央線快速29件）。また、209系の機器劣化による車両故障などのトラブルの多発や、大宮駅 - 横浜駅までの全区間が他の路線と並走しているため隣接する他路線のトラブルを起因とする京浜東北線のダイヤ乱れや運転見合わせが頻繁に発生したため、2007年12月からは故障に強いE233系1000番台にて車両を置き換えた。

### 開かずの踏切問題
東海道線と並走する区間、特に大森駅 - 蒲田駅間の開かずの踏切である「学校踏切」は、2005年には、早朝の人身事故の影響によるダイヤの乱れにより長時間開かなかった当該踏切を強行横断した女性1人を撥ねる人身事故が発生し、マスメディアに取り上げられた。

## データ

### 路線データ
根岸線区間を含む大宮駅 - 大船駅間のもの。
- 管轄（事業種別）：東日本旅客鉄道（第一種鉄道事業者）
  - 大宮駅 - 川口駅間：大宮支社
  - 赤羽駅 - 蒲田駅間：首都圏本部
  - 川崎駅 - 大船駅間：横浜支社
- 区間（営業キロ）：大宮駅 - 大船駅間：81.2km
  - 大宮駅 - 東京駅間：30.3km（東北本線）
  - 東京駅 - 横浜駅間：28.8km（東海道本線）
  - 横浜駅 - 大船駅間：22.1km（根岸線）
- 軌間：1,067mm
- 駅数：京浜東北線36駅（起終点駅を含む）、根岸線11駅（横浜駅を除く）
- 複線区間：全線
- 電化区間：全線（直流1,500V）
- 閉塞方式：列車間の間隔を確保する装置（鉄道に関する技術上の基準を定める省令の解釈基準第54条第2項第2号に規定される、一段ブレーキ制御方式の自動列車制御装置）による方法[注 9]
- 保安装置：D-ATC
- 最高速度
  - 大宮駅 - 桜木町駅間：90km/h
  - 桜木町駅 - 大船駅間：95km/h
- 運転指令所：東京総合指令室
- 列車運行管理システム：東京圏輸送管理システム（ATOS）
- 車両基地：さいたま車両センター（南浦和駅）
- IC乗車カード対応区間：全線（Suica首都圏エリア）

### 利用状況
2023年度の混雑率は、北行（大井町 → 品川間）で146%、南行（川口 → 赤羽間）で150%である。
1975年の時点で10両編成、毎時24本の高頻度運転がなされており、当時はこれ以上の輸送力増強は極めて困難とされていた。南行の最混雑区間は2014年度まで上野 → 御徒町間だったが、同区間の混雑率は2002年度まで毎年230%を越えるほどの激しい混雑であった。日本の鉄道路線でも、並走する山手線とともに首都圏で最も混雑率が高い路線となっていた。宇都宮線、高崎線、常磐線の3路線が上野駅発着であり、東京駅を縦断する路線が当路線と山手線のみだったことも混雑に拍車をかけていた。
2003年に保安装置がD-ATCに更新されたことにより本数の増加が可能になり、2004年のダイヤ改正でラッシュ時の本数が2本増発されて毎時26本となった。2007年度から広幅車両であるE233系1000番台を導入すると1車両あたりの定員も増加し、2009年度は南行の混雑率が198%となり、初めて200%を下回った。上野東京ラインの開業後は上野 → 御徒町間の輸送人員が大幅に減少し、2015年度から南行の最混雑区間は川口 → 赤羽間に変更となった。
品川駅から鶴見駅までの各駅は一日平均乗車人員が8万人を越えており、特に大井町駅と蒲田駅は東海道線が停車しない駅でありながら一日平均乗車人員が10万人を越えている。また、赤羽駅から大宮駅までの各駅は与野駅を除いて一日平均乗車人員が5万人を越えており、西側に並走する埼京線と比較しても乗車人員が多い。最も乗車人員が少ない駅は上中里駅であり、東京都区内にありながら一日平均乗車人員は1万人を割り込んでいる。

#### 混雑率の推移
近年の混雑率の推移は以下の通り。
| 年度               | 最混雑区間輸送実績 | 最混雑区間輸送実績 | 最混雑区間輸送実績 | 最混雑区間輸送実績 | 最混雑区間輸送実績 | 最混雑区間輸送実績 | 最混雑区間輸送実績 | 最混雑区間輸送実績 | 特記事項                                                           |
| 年度               | 大井町 → 品川間    | 大井町 → 品川間    | 大井町 → 品川間    | 大井町 → 品川間    | 川口 → 赤羽間      | 川口 → 赤羽間      | 川口 → 赤羽間      | 川口 → 赤羽間      | 特記事項                                                           |
| 年度               | 運転本数：本       | 輸送力：人         | 輸送量：人         | 混雑率：%          | 運転本数：本       | 輸送力：人         | 輸送量：人         | 混雑率：%          | 特記事項                                                           |
| ------------------ | ------------------ | ------------------ | ------------------ | ------------------ | ------------------ | ------------------ | ------------------ | ------------------ | ------------------------------------------------------------------ |
| 1955年（昭和30年） | 16                 | 17,500             | 52,130             | 298                | 16                 | 17,570             | 47,760             | 272                | 南行の最混雑区間は上野 → 御徒町間                                  |
| 1960年（昭和35年） | 22                 | 24,740             | 66,450             | 269                | 23                 | 25,760             | 77,890             | 302                |                                                                    |
| 1961年（昭和36年） | 23                 | 25,760             | 71,580             | 278                | 23                 | 25,760             | 78,990             | 307                |                                                                    |
| 1962年（昭和37年） | 23                 | 25,760             | 66,560             | 258                | 25                 | 28,000             | 78,870             | 282                |                                                                    |
| 1963年（昭和38年） | 25                 | 28,000             | 67,250             | 240                | 25                 | 28,000             | 80,060             | 286                |                                                                    |
| 1964年（昭和39年） | 25                 | 28,000             | 71,030             | 255                | 26                 | 29,120             |                    | 293                |                                                                    |
| 1965年（昭和40年） | 25                 | 28,000             | 76,640             | 274                | 26                 | 29,120             | 86,800             | 298                |                                                                    |
| 1966年（昭和41年） | 26                 | 29,680             | 78,797             | 265                | 26                 | 35,840             | 88,882             | 248                |                                                                    |
| 1967年（昭和42年） | 26                 | 33,220             | 80,560             | 243                | 26                 | 36,400             | 91,300             | 251                |                                                                    |
| 1968年（昭和43年） | 26                 | 33,320             |                    | 283                | 26                 | 36,400             | 89,775             | 247                |                                                                    |
| 1969年（昭和44年） | 26                 | 35,280             | 73,120             | 207                | 26                 | 36,400             |                    | 252                |                                                                    |
| 1970年（昭和45年） | 26                 | 33,320             | 74,350             | 223                | 26                 | 36,400             | 91,700             | 251                |                                                                    |
| 1971年（昭和46年） | 24                 | 33,040             | 75,840             | 230                | 24                 | 33,600             | 83,330             | 248                | 1971年4月20日、常磐線綾瀬 - 我孫子間複々線化・千代田線直通運転開始 |
| 1972年（昭和47年） | 24                 | 33,040             | 77,060             | 233                | 24                 | 33,600             | 79,490             | 237                |                                                                    |
| 1973年（昭和48年） | 24                 | 33,600             | 78,200             | 233                | 24                 | 33,600             | 80,280             | 239                |                                                                    |
| 1974年（昭和49年） | 24                 | 33,600             | 79,740             | 237                | 24                 | 33,600             | 80,380             | 239                |                                                                    |
| 1975年（昭和50年） | 24                 | 33,600             | 75,100             | 224                | 24                 | 33,600             | 80,800             | 240                |                                                                    |
| 1976年（昭和51年） | 24                 | 33,600             | 81,230             | 242                | 24                 | 33,600             | 81,750             | 243                |                                                                    |
| 1977年（昭和52年） | 24                 | 33,600             | 81,500             | 243                | 24                 | 33,600             | 82,000             | 244                |                                                                    |
| 1978年（昭和53年） | 24                 | 33,600             | 82,300             | 245                | 24                 | 33,600             | 82,330             | 245                |                                                                    |
| 1979年（昭和54年） | 24                 | 33,600             | 82,600             | 246                | 24                 | 33,600             | 83,160             | 248                |                                                                    |
| 1980年（昭和55年） | 24                 | 33,600             | 83,270             | 248                | 24                 | 33,600             | 83,990             | 250                |                                                                    |
| 1981年（昭和56年） | 24                 | 33,600             | 83,600             | 249                | 24                 | 33,600             | 84,800             | 252                |                                                                    |
| 1982年（昭和57年） | 24                 | 33,600             | 83,800             | 249                | 24                 | 33,600             | 85,200             | 254                |                                                                    |
| 1983年（昭和58年） | 24                 | 33,600             | 84,050             | 250                | 24                 | 33,600             | 85,490             | 254                |                                                                    |
| 1984年（昭和59年） | 24                 | 33,600             | 84,620             | 252                | 24                 | 33,600             | 85,830             | 255                |                                                                    |
| 1985年（昭和60年） | 24                 | 33,600             | 85,210             | 254                | 24                 | 33,600             | 86,200             | 257                | 1985年9月30日、埼京線大宮 - 赤羽（ - 池袋）間開業                  |
| 1986年（昭和61年） | 24                 | 33,600             | 86,470             | 257                | 24                 | 33,600             | 86,540             | 258                |                                                                    |
| 1987年（昭和62年） | 24                 | 33,600             |                    |                    | 24                 | 33,600             |                    |                    |                                                                    |
| 1988年（昭和63年） | 24                 | 33,600             |                    |                    | 24                 | 33,600             |                    |                    |                                                                    |
| 1989年（平成元年） | 24                 | 33,600             |                    |                    | 24                 | 33,600             |                    |                    |                                                                    |
| 1990年（平成02年） | 24                 | 33,600             | 91,570             | 273                | 24                 | 33,600             | 93,210             | 277                |                                                                    |
| 1991年（平成03年） | 24                 | 33,600             |                    |                    | 24                 | 33,600             |                    |                    | 1991年11月29日、営団地下鉄南北線赤羽岩淵 - 駒込間開業              |
| 1992年（平成04年） | 24                 | 33,600             |                    |                    | 24                 | 33,600             |                    | 261                |                                                                    |
| 1993年（平成05年） | 24                 | 33,600             |                    |                    | 24                 | 33,600             |                    | 258                |                                                                    |
| 1994年（平成06年） | 24                 | 33,600             |                    |                    | 24                 | 33,600             | 84,210             | 251                |                                                                    |
| 1995年（平成07年） | 24                 | 33,600             |                    |                    | 24                 | 33,600             | 82,600             | 246                |                                                                    |
| 1996年（平成08年） | 24                 | 33,600             | 81,150             | 242                | 24                 | 33,600             | 81,740             | 243                |                                                                    |
| 1997年（平成09年） | 24                 | 33,600             |                    |                    | 24                 | 33,600             | 80,400             | 239                |                                                                    |
| 1998年（平成10年） | 24                 | 33,600             | 78,700             | 234                | 24                 | 33,600             | 79,050             | 235                |                                                                    |
| 1999年（平成11年） | 24                 | 33,600             | 75,600             | 225                | 24                 | 33,600             | 79,150             | 236                |                                                                    |
| 2000年（平成12年） | 24                 | 33,600             | 75,480             | 225                | 24                 | 33,600             | 78,210             | 233                |                                                                    |
| 2001年（平成13年） | 24                 | 33,600             |                    |                    | 24                 | 33,600             | 77,290             | 230                | 2001年3月28日、埼玉高速鉄道線開業                                  |
| 2002年（平成14年） | 24                 | 33,600             |                    |                    | 24                 | 33,600             | 77,190             | 230                |                                                                    |
| 2003年（平成15年） | 24                 | 33,600             | 73,350             | 218                | 24                 | 33,600             | 75,500             | 225                | 南浦和 - 鶴見間でD-ATCを導入                                       |
| 2004年（平成16年） | 26                 | 36,400             |                    | 200                | 26                 | 36,400             | 77,800             | 214                |                                                                    |
| 2005年（平成17年） | 26                 | 36,400             |                    | 199                | 26                 | 36,400             | 77,980             | 214                |                                                                    |
| 2006年（平成18年） | 26                 | 36,400             | 72,250             | 198                | 26                 | 36,400             | 77,420             | 213                |                                                                    |
| 2007年（平成19年） | 26                 | 36,400             | 71,840             | 197                | 26                 | 36,400             | 76,250             | 209                |                                                                    |
| 2008年（平成20年） | 26                 | 36,400             | 71,880             | 197                | 26                 | 36,400             | 76,090             | 209                |                                                                    |
| 2009年（平成21年） | 26                 | 38,400             | 71,800             | 187                | 26                 | 38,080             | 75,340             | 198                |                                                                    |
| 2010年（平成22年） | 26                 | 38,480             | 71,050             | 185                | 26                 | 38,480             | 74,960             | 195                | 全車両が幅広車体となる                                             |
| 2011年（平成23年） | 26                 | 38,480             | 70,250             | 183                | 26                 | 38,480             | 74,530             | 194                |                                                                    |
| 2012年（平成24年） | 26                 | 38,480             | 70,440             | 183                | 26                 | 38,480             | 74,660             | 194                |                                                                    |
| 2013年（平成25年） | 26                 | 38,480             | 70,570             | 183                | 26                 | 38,480             | 76,930             | 200                |                                                                    |
| 2014年（平成26年） | 26                 | 38,480             | 70,000             | 182                | 26                 | 38,480             | 75,780             | 197                | 上野東京ライン開業年度                                             |
| 2015年（平成27年） | 26                 | 38,480             | 70,030             | 182                | 25                 | 37,000             | 65,410             | 177                | 南行の最混雑区間を川口 → 赤羽間に変更                              |
| 2016年（平成28年） | 26                 | 38,480             | 70,040             | 182                | 25                 | 37,000             | 65,290             | 176                |                                                                    |
| 2017年（平成29年） | 26                 | 38,480             | 71,630             | 186                | 25                 | 37,000             | 63,860             | 173                |                                                                    |
| 2018年（平成30年） | 26                 | 38,480             | 71,250             | 185                | 25                 | 37,000             | 63,390             | 171                |                                                                    |
| 2019年（令和元年） | 26                 | 38,480             | 71,350             | 185                | 25                 | 37,000             | 64,150             | 173                |                                                                    |
| 2020年（令和02年） | 26                 | 38,480             | 43,100             | 112                | 25                 | 37,000             | 43,770             | 118                |                                                                    |
| 2021年（令和03年） | 26                 | 38,480             | 43,860             | 114                | 25                 | 37,000             | 43,570             | 118                |                                                                    |
| 2022年（令和04年） | 26                 | 38,480             | 49,790             | 129                | 23                 | 34,040             | 48,260             | 142                |                                                                    |
| 2023年（令和05年） | 26                 | 38,480             | 56,020             | 146                | 23                 | 34,040             | 51,080             | 150                |                                                                    |

### 各駅の乗車人員
2019年（令和元年）度の各駅の乗車人員（降車人員含まず）は以下の通りである。
| 駅名             | 乗車人員（人） |
| ---------------- | -------------- |
| 大宮             | 257,344        |
| さいたま新都心   | 55,782         |
| 与野             | 26,802         |
| 北浦和           | 52,674         |
| 浦和             | 95,865         |
| 南浦和           | 60,144         |
| 蕨               | 61,829         |
| 西川口           | 59,062         |
| 川口             | 84,197         |
| 赤羽             | 98,370         |
| 東十条           | 24,317         |
| 王子             | 63,882         |
| 上中里           | 8,041          |
| 田端             | 47,008         |
| 西日暮里         | 99,696         |
| 日暮里           | 114,420        |
| 鶯谷             | 25,707         |
| 上野             | 182,704        |
| 御徒町           | 69,666         |
| 秋葉原           | 248,033        |
| 神田             | 106,658        |
| 東京             | 462,589        |
| 有楽町           | 167,748        |
| 新橋             | 278,334        |
| 浜松町           | 163,644        |
| 田町             | 158,839        |
| 高輪ゲートウェイ | 未開業         |
| 品川             | 377,337        |
| 大井町           | 104,619        |
| 大森             | 96,314         |
| 蒲田             | 144,934        |
| 川崎             | 215,234        |
| 鶴見             | 80,794         |
| 新子安           | 23,894         |
| 東神奈川         | 37,577         |
| 横浜             | 419,440        |

## 駅一覧
以下では、京浜東北線の設置駅と快速停車の有無、接続路線、所在地などの一覧を、北側（大宮駅）から南側（横浜駅）に向かって記す。駅ナンバリング（駅番号）は大船駅を起点（JK 01）としている。
- 特定都区市内制度適用範囲の駅 ： 山＝東京山手線内、区＝東京都区内、浜＝横浜市内
- 停車駅
  - 各駅停車：全区間全駅に停車
  - 快速：●印の駅は停車、▲印の駅は土曜・休日に限り停車、｜印の駅は通過
  - 田端駅 - 田町駅では京浜東北線と山手線が方向別複々線となっており、同一ホームでの乗り換えが可能
- 接続路線名 ： 東日本旅客鉄道の路線名は運転系統上の名称。駅名が異なる場合は⇒印で駅名を記す。

| 正式路線名   | 駅番号                  | 駅名                             | 営業キロ     | 営業キロ                      | 営業キロ                      | 快速 | 接続路線・備考 | 所在地                        | 所在地                        | 所在地                        |
| 正式路線名   | 駅番号                  | 駅名                             | 駅間         | 累計                          | 累計                          | 快速 | 接続路線・備考 | 所在地                        | 所在地                        | 所在地                        |
| 正式路線名   | 駅番号                  | 駅名                             | 駅間         | 大宮 から                     | 東京 から                     | 快速 | 接続路線・備考 | 所在地                        | 所在地                        | 所在地                        |
| ------------ | ----------------------- | -------------------------------- | ------------ | ----------------------------- | ----------------------------- | --- | --- | ----------------------------- | ----------------------------- | ----------------------------- |
| 東北本線     | JK 47                   | 大宮駅                           | -            | 0.0                           | 30.3                          | ● | 東日本旅客鉄道： 東北新幹線・北海道新幹線・山形新幹線・秋田新幹線・上越新幹線・北陸新幹線・ 宇都宮線（東北本線）・高崎線・■上野東京ライン (JU 07)・ 湘南新宿ライン (JS 24)・ 埼京線 (JA 26)・■川越線 東武鉄道： 野田線（東武アーバンパークライン）(TD-01) 埼玉新都市交通： 伊奈線（ニューシャトル）(NS01)  | 埼玉県                        | さいたま市                    | 大宮区                        |
| 東北本線     | JK 46                   | さいたま新都心駅                 | 1.6          | 1.6                           | 28.7                          | ● | 東日本旅客鉄道： 宇都宮線（東北線）・高崎線・■上野東京ライン (JU 06) | 埼玉県                        | さいたま市                    | 大宮区                        |
| 東北本線     | JK 45                   | 与野駅                           | 1.1          | 2.7                           | 27.6                          | ● | | 埼玉県                        | さいたま市                    | 浦和区                        |
| 東北本線     | JK 44                   | 北浦和駅                         | 1.6          | 4.3                           | 26.0                          | ● | | 埼玉県                        | さいたま市                    | 浦和区                        |
| 東北本線     | JK 43                   | 浦和駅                           | 1.8          | 6.1                           | 24.2                          | ● | 東日本旅客鉄道： 宇都宮線（東北線）・高崎線・■上野東京ライン (JU 05)・ 湘南新宿ライン (JS 23) | 埼玉県                        | さいたま市                    | 浦和区                        |
| 東北本線     | JK 42                   | 南浦和駅                         | 1.7          | 7.8                           | 22.5                          | ● | 東日本旅客鉄道： 武蔵野線 (JM 25) | 埼玉県                        | さいたま市                    | 南区                          |
| 東北本線     | JK 41                   | 蕨駅                             | 2.8          | 10.6                          | 19.7                          | ● | | 埼玉県                        | 蕨市                          | 蕨市                          |
| 東北本線     | JK 40                   | 西川口駅                         | 1.9          | 12.5                          | 17.8                          | ● | | 埼玉県                        | 川口市                        | 川口市                        |
| 東北本線     | JK 39                   | 川口駅                           | 2.0          | 14.5                          | 15.8                          | ● | | 埼玉県                        | 川口市                        | 川口市                        |
| 東北本線     | JK 38                   | 赤羽駅 区                        | 2.6          | 17.1                          | 13.2                          | ● | 東日本旅客鉄道： 宇都宮線（東北線）・高崎線・■上野東京ライン (JU 04)・ 湘南新宿ライン (JS 22)・ 埼京線 (JA 15) | 東京都                        | 北区                          | 北区                          |
| 東北本線     | JK 37                   | 東十条駅 区                      | 1.8          | 18.9                          | 11.4                          | ● | | 東京都                        | 北区                          | 北区                          |
| 東北本線     | JK 36                   | 王子駅 区                        | 1.5          | 20.4                          | 9.9                           | ● | 東京地下鉄： 南北線 (N-16) 東京都交通局： 都電荒川線（東京さくらトラム） ⇒王子駅前電停 (SA 16) | 東京都                        | 北区                          | 北区                          |
| 東北本線     | JK 35                   | 上中里駅 区                      | 1.1          | 21.5                          | 8.8                           | ● | | 東京都                        | 北区                          | 北区                          |
| 東北本線     | JK 34                   | 田端駅 山区                      | 1.7          | 23.2                          | 7.1                           | ● | 東日本旅客鉄道： 山手線 (JY 09) | 東京都                        | 北区                          | 北区                          |
| 東北本線     | JK 33                   | 西日暮里駅 山区                  | 0.8          | 24.0                          | 6.3                           | ｜ | 東日本旅客鉄道： 山手線 (JY 08) 東京地下鉄： 千代田線 (C-16) 東京都交通局： 日暮里・舎人ライナー (NT 02) | 東京都                        | 荒川区                        | 荒川区                        |
| 東北本線     | JK 32                   | 日暮里駅 山区                    | 0.5          | 24.5                          | 5.8                           | ｜ | 東日本旅客鉄道： 山手線 (JY 07)・ 常磐線・■上野東京ライン (JJ 02) 京成電鉄： 本線 (KS02) 東京都交通局： 日暮里・舎人ライナー (NT 01) | 東京都                        | 荒川区                        | 荒川区                        |
| 東北本線     | JK 31                   | 鶯谷駅 山区                      | 1.1          | 25.6                          | 4.7                           | ｜ | 東日本旅客鉄道： 山手線 (JY 06) | 東京都                        | 台東区                        | 台東区                        |
| 東北本線     | JK 30                   | 上野駅 山区                      | 1.1          | 26.7                          | 3.6                           | ● | 東日本旅客鉄道： 東北新幹線・北海道新幹線・山形新幹線・秋田新幹線・上越新幹線・北陸新幹線・ 山手線 (JY 05)・ 宇都宮線（東北線）・高崎線 (JU 02)・ 常磐線 (JJ 01)・■上野東京ライン 東京地下鉄： 銀座線 (G-16)・ 日比谷線 (H-18) 京成電鉄： 本線 ⇒京成上野駅 (KS01)                                          | 東京都                        | 台東区                        | 台東区                        |
| 東北本線     | JK 29                   | 御徒町駅 山区                    | 0.6          | 27.3                          | 3.0                           | ▲ | 東日本旅客鉄道： 山手線 (JY 04) 都営地下鉄： 大江戸線 ⇒上野御徒町駅 (E-09) | 東京都                        | 台東区                        | 台東区                        |
| 東北本線     | JK 28                   | 秋葉原駅 山区                    | 1.0          | 28.3                          | 2.0                           | ● | 東日本旅客鉄道： 山手線 (JY 03)・ 総武線（各駅停車）(JB 19) 首都圏新都市鉄道： つくばエクスプレス (TX01) 東京地下鉄： 日比谷線 (H-16) 都営地下鉄： 新宿線 ⇒岩本町駅 (S-08) | 東京都                        | 千代田区                      | 千代田区                      |
| 東北本線     | JK 27                   | 神田駅 山区 （アース製薬本社前） | 0.7          | 29.0                          | 1.3                           | ● | 東日本旅客鉄道： 山手線 (JY 02)・ 中央線 (JC 02) 東京地下鉄： 銀座線 (G-13) | 東京都                        | 千代田区                      | 千代田区                      |
| 東北本線     | JK 26                   | 東京駅 山区                      | 1.3          | 30.3                          | 0.0                           | ● | 東日本旅客鉄道： 東北新幹線・北海道新幹線・山形新幹線・秋田新幹線・上越新幹線・北陸新幹線・ 山手線 (JY 01)・ 中央線 (JC 01)・ 上野東京ライン (JU 01)・ 東海道線 (JT 01)・ 横須賀線・総武快速線 (JO 19)・ 京葉線 (JE 01) 東海旅客鉄道： 東海道新幹線 東京地下鉄： 丸ノ内線 (M-17)・ 東西線 ⇒大手町駅 (T-09) | 東京都                        | 千代田区                      | 千代田区                      |
| 東海道本線   | JK 26                   | 東京駅 山区                      | 1.3          | 30.3                          | 0.0                           | ● | 東日本旅客鉄道： 東北新幹線・北海道新幹線・山形新幹線・秋田新幹線・上越新幹線・北陸新幹線・ 山手線 (JY 01)・ 中央線 (JC 01)・ 上野東京ライン (JU 01)・ 東海道線 (JT 01)・ 横須賀線・総武快速線 (JO 19)・ 京葉線 (JE 01) 東海旅客鉄道： 東海道新幹線 東京地下鉄： 丸ノ内線 (M-17)・ 東西線 ⇒大手町駅 (T-09) | 東京都                        | 千代田区                      | 千代田区                      |
| JK 25        | 有楽町駅 山区           | 0.8                              | 31.1         | 0.8                           | ｜                            | 東日本旅客鉄道： 山手線 (JY 30)、 京葉線 ⇒東京駅 (JE 01) 東京地下鉄： 有楽町線 (Y-18) 東京地下鉄： 日比谷線・ 千代田線 ⇒日比谷駅 (H-08・C-09) 都営地下鉄： 三田線 ⇒日比谷駅 (I-08) | | 東京都                        | 千代田区                      | 千代田区                      |
| JK 24        | 新橋駅 山区             | 1.1                              | 32.2         | 1.9                           | ｜                            | 東日本旅客鉄道： 山手線 (JY 29)・ 東海道線・■上野東京ライン (JT 02)・ 横須賀線 (JO 18) 東京地下鉄： 銀座線 (G-08) 都営地下鉄： 浅草線 (A-10) ゆりかもめ： 東京臨海新交通臨海線 (U-01) | 港区 | 港区                          |                               |                               |
| JK 23        | 浜松町駅 山区           | 1.2                              | 33.4         | 3.1                           | ●                             | 東日本旅客鉄道： 山手線 (JY 28) 東京モノレール： 東京モノレール羽田空港線 ⇒モノレール浜松町駅 (MO 01) 都営地下鉄： 浅草線・ 大江戸線 ⇒大門駅 (A-09・E-20) | 港区 | 港区                          |                               |                               |
| JK 22        | 田町駅 山区             | 1.5                              | 34.9         | 4.6                           | ●                             | 東日本旅客鉄道： 山手線 (JY 27) 都営地下鉄： 浅草線・ 三田線 ⇒三田駅 (A-08・I-04) | 港区 | 港区                          |                               |                               |
| JK 21        | 高輪ゲートウェイ駅 山区 | 1.3                              | 36.2         | 5.9                           | ●                             | 東日本旅客鉄道： 山手線 (JY 26) 都営地下鉄： 浅草線 ⇒泉岳寺駅 (A-07) 京浜急行電鉄： 本線 ⇒泉岳寺駅 (A-07) | 港区 | 港区                          |                               |                               |
| JK 20        | 品川駅 山区             | 0.9                              | 37.1         | 6.8                           | ●                             | 東日本旅客鉄道： 山手線 (JY 25)・ 東海道線・■上野東京ライン (JT 03)・ 横須賀線 (JO 17) 東海旅客鉄道： 東海道新幹線 京浜急行電鉄： 本線 (KK01) | 港区 | 港区                          |                               |                               |
| JK 19        | 大井町駅 区             | 2.4                              | 39.5         | 9.2                           | ●                             | 東急電鉄： 大井町線 (OM01) 東京臨海高速鉄道： りんかい線 (R 07) | 品川区 | 品川区                        |                               |                               |
| JK 18        | 大森駅 区               | 2.2                              | 41.7         | 11.4                          | ●                             | | 大田区 | 大田区                        |                               |                               |
| JK 17        | 蒲田駅 区               | 3.0                              | 44.7         | 14.4                          | ●                             | 東急電鉄： 池上線 (IK15)・ 東急多摩川線 (TM07) | 大田区 | 大田区                        |                               |                               |
| JK 16        | 川崎駅 浜               | 3.8                              | 48.5         | 18.2                          | ●                             | 東日本旅客鉄道： 東海道線・■上野東京ライン (JT 04)・ 南武線 (JN 01) 京浜急行電鉄： 本線・ 大師線 ⇒京急川崎駅 (KK20) | 神奈川県 | 川崎市 川崎区                 | 川崎市 川崎区                 |                               |
| JK 15        | 鶴見駅 浜               | 3.5                              | 52.0         | 21.7                          | ●                             | 東日本旅客鉄道： 鶴見線 (JI 01) 京浜急行電鉄： 本線 ⇒京急鶴見駅 (KK29) | 神奈川県 | 横浜市                        | 鶴見区                        |                               |
| JK 14        | 新子安駅 浜             | 3.1                              | 55.1         | 24.8                          | ●                             | 京浜急行電鉄： 本線 ⇒京急新子安駅 (KK32) | 神奈川県 | 横浜市                        | 神奈川区                      |                               |
| JK 13        | 東神奈川駅 浜           | 2.2                              | 57.3         | 27.0                          | ●                             | 東日本旅客鉄道： 横浜線 (JH 13)〈横浜方面から八王子駅まで直通運転〉 京浜急行電鉄： 本線 ⇒京急東神奈川駅 (KK35) | 神奈川県 | 横浜市                        | 神奈川区                      |                               |
| JK 12        | 横浜駅 浜               | 1.8                              | 59.1         | 28.8                          | ●                             | 東日本旅客鉄道： 根岸線 (JK 12)〈直通運転あり。下欄参照〉・ 東海道線・■上野東京ライン (JT 05)・ 横須賀線 (JO 13)・ 湘南新宿ライン (JS 13) 東急電鉄： 東横線 (TY21) 横浜高速鉄道： みなとみらい線 (MM01) 京浜急行電鉄： 本線 (KK37) 相模鉄道： 相鉄本線 (SO01) 横浜市営地下鉄： ブルーライン（3号線）(B20) | 神奈川県 | 横浜市                        | 西区                          |                               |
| 直通運転区間 | 直通運転区間            | 直通運転区間                     | 直通運転区間 | 横浜駅から 根岸線：大船駅まで | 横浜駅から 根岸線：大船駅まで | 横浜駅から 根岸線：大船駅まで | 横浜駅から 根岸線：大船駅まで | 横浜駅から 根岸線：大船駅まで | 横浜駅から 根岸線：大船駅まで | 横浜駅から 根岸線：大船駅まで |

1. ↑  東京駅 - 有楽町駅間を含む定期乗車券や特別企画乗車券などの利用を除き浜松町・新橋方面からのみ乗り換え可。

- 川口市は南浦和駅 - 蕨駅間でも通るが、この区間に駅はない。また、神田駅 - 東京駅の間で東京都中央区を通るが駅はない。
- 東海道本線区間の廃駅・廃止信号場については「東海道本線」を参照。
- 東神奈川駅 - 横浜駅間について、横浜線からの根岸線直通列車は京浜東北線の線路を経由している。
- 2022年度の時点で、上記全駅がJR東日本自社による乗車人員集計[41] の対象となっている。